# 알니타크

태양과 비교한 알니타크A의 크기.

알니타크(Alnitak)는 오리온자리에 있는 항성으로 지구에서 약 800광년 떨어져 있으며, 삼중성계이다. 바이어 명명법에 의거하여 오리온자리 제타(Zeta Orionis)로 읽기도 한다. 알니타크는 오리온자리 델타, 오리온자리 엡실론과 함께 오리온 띠의 구성원 중 하나이다. 셋 중 알니타크는 가장 왼쪽에 있다.
주성은 뜨거운 청색 초거성으로 절대 등급은 -5.25이며 겉보기 등급 1.70으로 밤하늘에서 보이는 분광형 O 항성들 중 가장 밝다. 다른 두 개의 반성들은 각각 겉보기 등급이 +4이며 청색 별이다. 이들은 오리온 OB1 성협의 구성원이다.

## 관측 역사
알니타크는 오리온 띠의 일원으로 여러 문화권에 걸쳐 고대부터 알려져 있던 별이었다. 1819년 아마추어 천문가 George K. Kunowsky는 이 별이 두 개로 이루어진 이중성이라고 주장했다. 이후 1970년대 나라브리 항성 강력 간섭기를 이용하여 연구한 결과 밝은 별로 관측되었던 주성이 쌍성일 것으로 추측했다. 이후 1998년 로웰 천문대의 한 연구팀이 이 추측이 사실임을 입증했다. 원래 1,500광년 떨어져 있을 것으로 예상했으나, 히파르코스 위성의 시차 관측에 힘입어 1996년 실제 거리는 이것의 약 절반임이 밝혀졌다.

## 항성계
알니타크는 오리온 띠의 가장 왼쪽에 있는 구성원이고 지구에서 약 800광년 떨어져 있다. 주성(알니타크 A)은 근접 쌍성으로 청색 초거성이며 분광형 및 광도형은 O9.7 Ibe이다. 질량은 태양의 28배, 반지름은 태양의 20배이다. 또한 밤하늘에서 보이는 O형 항성들 중 가장 밝은 존재이다. 반성 알니타크 B는 A를 1,500년 주기로 공전하는 B 분광형의 청색 항성이다. 1998년에 발견된 두 번째 반성 알니타크 Ab는 겉보기 등급 +4의 O형 항성이다.
제타 항성계는 IC 434 성운 내에 있다.

## 어원
전통적으로 불리던 이름인 알니타크(Alnitak)는 Al Nitak, Alnitah으로 표기하기도 한다. 이는 아랍어 النطاق에서 온 말로, 뜻은 '허리띠'이다.

## 같이 보기
- 불꽃 성운